# ابرخس ۱۴۸۱۰
ابرخس ۱۴۸۱۰ یک ستاره است که در صورت فلکی بره قرار دارد.